# Nikita Mazepin
Nikita Dmitrijewicz Mazepin (ros.: Ники́та Дми́триевич Мазе́пин, ur. 2 marca 1999 w Moskwie) – rosyjski kierowca wyścigowy. Wicemistrz Serii GP3 z 2018 roku oraz II wicemistrz Azjatyckiej Formuły 3 w sezonie 2019/20. W sezonie 2021 kierowca zespołu Haas w Formule 1.

## Życiorys
Po sukcesach w kartingu, Mazepin rozpoczął międzynarodową karierę w jednomiejscowych samochodach wyścigowych w 2014 roku od startów w MRF Challenge – Formula 2000. Spośród czterech wyścigów, w których wystartował, raz stawał na podium. Uzbierane 36 punktów dało mu dziesiąte miejsce w klasyfikacji generalnej. W kolejnych sezonach Rosjanin startował w wyścigach z cyklu Formuły Renault 2.0, zajmując miejsca w drugiej dziesiątce klasyfikacji.
W 2016 roku Mazepin podpisał kontrakt z brytyjską ekipą HitechGP na starty w Europejskiej Formule 3. Wystartował w dwudziestu wyścigach. Z dorobkiem dziesięciu punktów został sklasyfikowany na dwudziestej pozycji w klasyfikacji końcowej kierowców.

## Wyniki

### Podsumowanie
| Sezon   | Seria                                         | Zespół                     | Starty           | P1               | PP               | NO               | Podia            | Punkty           | Pozycja          |
| ------- | --------------------------------------------- | -------------------------- | ---------------- | ---------------- | ---------------- | ---------------- | ---------------- | ---------------- | ---------------- |
| 2014/15 | MRF Challenge Formula 2000                    | MRF Challenge              | 4                | 0                | 0                | 0                | 1                | 36               | 10               |
| 2015    | Północnoeuropejski Puchar Formuły Renault 2.0 | Josef Kaufmann Racing      | 16               | 0                | 0                | 0                | 1                | 125,5            | 12               |
| 2015    | Europejski Puchar Formuły Renault 2.0         | Josef Kaufmann Racing      | 7                | 0                | 0                | 0                | 0                | n.d.             | NS†              |
| 2015    | Toyota Racing Series                          | ETEC Motorsport            | 16               | 0                | 0                | 0                | 0                | 304              | 18               |
| 2016    | Formuła 1                                     | Sahara Force India F1 Team | Kierowca testowy | Kierowca testowy | Kierowca testowy | Kierowca testowy | Kierowca testowy | Kierowca testowy | Kierowca testowy |
| 2016    | Europejska Formuła 3                          | Hitech GP                  | 30               | 0                | 0                | 0                | 0                | 10               | 20               |
| 2016    | Grand Prix Makau                              | Hitech GP                  | 1                | 0                | 0                | 0                | 0                | n.d.             | NS               |
| 2016    | Europejski Puchar Formuły Renault 2.0         | AVF by Adrián Vallés       | 4                | 0                | 0                | 0                | 0                | 5                | 16               |
| 2016    | Brytyjska Formuła 3 BRDC                      | Carlin                     | 3                | 1                | 0                | 0                | 1                | 51               | 23               |
| 2017    | Formuła 1                                     | Sahara Force India F1 Team | Kierowca testowy | Kierowca testowy | Kierowca testowy | Kierowca testowy | Kierowca testowy | Kierowca testowy | Kierowca testowy |
| 2017    | Europejska Formuła 3                          | Hitech GP                  | 30               | 0                | 0                | 1                | 3                | 108              | 10               |
| 2018    | Formuła 1                                     | Sahara Force India F1 Team | Kierowca testowy | Kierowca testowy | Kierowca testowy | Kierowca testowy | Kierowca testowy | Kierowca testowy | Kierowca testowy |
| 2018    | Seria GP3                                     | ART Grand Prix             | 18               | 4                | 1                | 5                | 8                | 198              | 2                |
| 2019    | Formuła 2                                     | ART Grand Prix             | 22               | 0                | 0                | 0                | 0                | 11               | 18               |
| 2019/20 | Azjatycka Formuła 3                           | Hitech Grand Prix          | 15               | 1                | 0                | 0                | 4                | 186              | 3                |
| 2020    | Formuła 2                                     | Hitech Grand Prix          | 24               | 2                | 0                | 2                | 6                | 164              | 5                |
| 2021    | Formuła 1                                     | Uralkali Haas F1 Team      | 21               | 0                | 0                | 0                | 0                | 0                | 21               |

† – Jako gość nie mógł zdobywać punktów.
* – Sezon w trakcie.

### Europejska Formuła 3
| Legenda oznaczeń w tabelach wyników Wyświetl szablon na nowej stronie | Legenda oznaczeń w tabelach wyników Wyświetl szablon na nowej stronie                                                                     |
| Oznaczenie                                                            | Wyjaśnienie |
| --------------------------------------------------------------------- | --- |
| Złoty                                                                 | Zwycięzca lub mistrzostwo |
| Srebrny                                                               | 2. miejsce lub wicemistrzostwo |
| Brązowy                                                               | 3. miejsce lub II wicemistrzostwo |
| Zielony                                                               | Ukończył, punktował (w klasyfikacji generalnej, gdy zdobył co najmniej jeden punkt na przestrzeni sezonu, poza trzema powyższymi opcjami) |
| Niebieski                                                             | Ukończył, nie punktował (w klasyfikacji generalnej, gdy nie zdobył co najmniej jednego punktu na przestrzeni sezonu)                      |
| Czerwony                                                              | Nie zakwalifikował się (NZ) |
| Czerwony                                                              | Nie prekwalifikował się (NPK) |
| Różowy                                                                | Nie ukończył (NU) |
| Różowy                                                                | Niesklasyfikowany (NS) (w klasyfikacji generalnej, gdy nie został sklasyfikowany w żadnym wyścigu sezonu)                                 |
| Czarny                                                                | Zdyskwalifikowany (DK) |
| Czarny                                                                | Wykluczony (WYK/EX) |
| Biały                                                                 | Nie wystartował (NW) |
| Biały                                                                 | Kontuzjowany (K/INJ) |
| Biały                                                                 | Wyścig odwołany (OD/C) |
| Bez koloru                                                            | Został wycofany (WYC/WD) |
| Bez koloru                                                            | Nie przybył (NP/DNA) |
| Bez koloru                                                            | Nie brał udziału w treningach (NT/DNP) |
| Bez koloru                                                            | Nie został zgłoszony (–) |
| Pogrubienie                                                           | Start z pole position |
| Kursywa                                                               | Najszybsze okrążenie wyścigu |
| †                                                                     | Nie ukończył, ale jego rezultat został zaliczony ze względu na przejechanie więcej niż 90% dystansu wyścigu.                              |
| *                                                                     | Sezon w trakcie |
| 1/2/3                                                                 | Punktowana pozycja w sprincie kwalifikacyjnym                                                                                             |
| Lista systemów punktacji Formuły 1                                    | |

| Rok  | Zespół    | Wyniki w poszczególnych eliminacjach | Wyniki w poszczególnych eliminacjach | Wyniki w poszczególnych eliminacjach | Wyniki w poszczególnych eliminacjach | Wyniki w poszczególnych eliminacjach | Wyniki w poszczególnych eliminacjach | Wyniki w poszczególnych eliminacjach | Wyniki w poszczególnych eliminacjach | Wyniki w poszczególnych eliminacjach | Wyniki w poszczególnych eliminacjach | Wyniki w poszczególnych eliminacjach | Wyniki w poszczególnych eliminacjach | Wyniki w poszczególnych eliminacjach | Wyniki w poszczególnych eliminacjach | Wyniki w poszczególnych eliminacjach | Wyniki w poszczególnych eliminacjach | Wyniki w poszczególnych eliminacjach | Wyniki w poszczególnych eliminacjach | Wyniki w poszczególnych eliminacjach | Wyniki w poszczególnych eliminacjach | Wyniki w poszczególnych eliminacjach | Wyniki w poszczególnych eliminacjach | Wyniki w poszczególnych eliminacjach | Wyniki w poszczególnych eliminacjach | Wyniki w poszczególnych eliminacjach | Wyniki w poszczególnych eliminacjach | Wyniki w poszczególnych eliminacjach | Wyniki w poszczególnych eliminacjach | Wyniki w poszczególnych eliminacjach | Wyniki w poszczególnych eliminacjach | Punkty | Pozycja |
| ---- | --------- | ------------------------------------ | ------------------------------------ | ------------------------------------ | ------------------------------------ | ------------------------------------ | ------------------------------------ | ------------------------------------ | ------------------------------------ | ------------------------------------ | ------------------------------------ | ------------------------------------ | ------------------------------------ | ------------------------------------ | ------------------------------------ | ------------------------------------ | ------------------------------------ | ------------------------------------ | ------------------------------------ | ------------------------------------ | ------------------------------------ | ------------------------------------ | ------------------------------------ | ------------------------------------ | ------------------------------------ | ------------------------------------ | ------------------------------------ | ------------------------------------ | ------------------------------------ | ------------------------------------ | ------------------------------------ | ------ | ------- |
| 2016 | Hitech GP | LEC                                  | LEC                                  | LEC                                  | HUN                                  | HUN                                  | HUN                                  | PAU                                  | PAU                                  | PAU                                  | RBR                                  | RBR                                  | RBR                                  | NOR                                  | NOR                                  | NOR                                  | ZAN                                  | ZAN                                  | ZAN                                  | SPA                                  | SPA                                  | SPA                                  | NÜR                                  | NÜR                                  | NÜR                                  | IMO                                  | IMO                                  | IMO                                  | HOC                                  | HOC                                  | HOC                                  | 10     | 20      |
| 2016 | Hitech GP | 19                                   | 12                                   | 10                                   | WYK                                  | NU                                   | 13                                   | 16                                   | 13                                   | NU                                   | 14                                   | 17                                   | 14                                   | 11                                   | 11                                   | 11                                   | 17                                   | 15                                   | 17                                   | 12                                   | NU                                   | 8                                    | 16                                   | 14                                   | 16                                   | 13                                   | 11                                   | 15                                   | 8                                    | 10                                   | NU                                   | 10     | 20      |
| 2017 | Hitech GP | SIL                                  | SIL                                  | SIL                                  | MNZ                                  | MNZ                                  | MNZ                                  | PAU                                  | PAU                                  | PAU                                  | HUN                                  | HUN                                  | HUN                                  | NOR                                  | NOR                                  | NOR                                  | SPA                                  | SPA                                  | SPA                                  | ZAN                                  | ZAN                                  | ZAN                                  | NÜR                                  | NÜR                                  | NÜR                                  | RBR                                  | RBR                                  | RBR                                  | HOC                                  | HOC                                  | HOC                                  | 108    | 10      |
| 2017 | Hitech GP | NU                                   | 15                                   | 7                                    | 11                                   | 10                                   | 11                                   | 4                                    | 7                                    | NU                                   | 12                                   | 11                                   | 10                                   | 10                                   | 18                                   | 10                                   | 2                                    | 7                                    | 11                                   | 11                                   | 11                                   | 10                                   | NU                                   | 11                                   | 16                                   | NU                                   | 3                                    | 2                                    | 6                                    | 6                                    | 7                                    | 108    | 10      |

### Seria GP3
| Rok  | Zespół         | Wyniki w poszczególnych eliminacjach | Wyniki w poszczególnych eliminacjach | Wyniki w poszczególnych eliminacjach | Wyniki w poszczególnych eliminacjach | Wyniki w poszczególnych eliminacjach | Wyniki w poszczególnych eliminacjach | Wyniki w poszczególnych eliminacjach | Wyniki w poszczególnych eliminacjach | Wyniki w poszczególnych eliminacjach | Wyniki w poszczególnych eliminacjach | Wyniki w poszczególnych eliminacjach | Wyniki w poszczególnych eliminacjach | Wyniki w poszczególnych eliminacjach | Wyniki w poszczególnych eliminacjach | Wyniki w poszczególnych eliminacjach | Wyniki w poszczególnych eliminacjach | Wyniki w poszczególnych eliminacjach | Wyniki w poszczególnych eliminacjach | Punkty | Pozycja |
| ---- | -------------- | ------------------------------------ | ------------------------------------ | ------------------------------------ | ------------------------------------ | ------------------------------------ | ------------------------------------ | ------------------------------------ | ------------------------------------ | ------------------------------------ | ------------------------------------ | ------------------------------------ | ------------------------------------ | ------------------------------------ | ------------------------------------ | ------------------------------------ | ------------------------------------ | ------------------------------------ | ------------------------------------ | ------ | ------- |
| 2018 | ART Grand Prix | CAT                                  | CAT                                  | LEC                                  | LEC                                  | RBR                                  | RBR                                  | SIL                                  | SIL                                  | HUN                                  | HUN                                  | SPA                                  | SPA                                  | MNZ                                  | MNZ                                  | SOC                                  | SOC                                  | YMC                                  | YMC                                  | 198    | 2       |
| 2018 | ART Grand Prix | 1                                    | 10                                   | 2                                    | 5                                    | 13                                   | 7                                    | 2                                    | 7                                    | 1                                    | 12                                   | 5                                    | 1                                    | 5                                    | 3                                    | 2                                    | NU                                   | 5                                    | 1                                    | 198    | 2       |

### Formuła 2
| Rok  | Zespół            | Wyniki w poszczególnych eliminacjach | Wyniki w poszczególnych eliminacjach | Wyniki w poszczególnych eliminacjach | Wyniki w poszczególnych eliminacjach | Wyniki w poszczególnych eliminacjach | Wyniki w poszczególnych eliminacjach | Wyniki w poszczególnych eliminacjach | Wyniki w poszczególnych eliminacjach | Wyniki w poszczególnych eliminacjach | Wyniki w poszczególnych eliminacjach | Wyniki w poszczególnych eliminacjach | Wyniki w poszczególnych eliminacjach | Wyniki w poszczególnych eliminacjach | Wyniki w poszczególnych eliminacjach | Wyniki w poszczególnych eliminacjach | Wyniki w poszczególnych eliminacjach | Wyniki w poszczególnych eliminacjach | Wyniki w poszczególnych eliminacjach | Wyniki w poszczególnych eliminacjach | Wyniki w poszczególnych eliminacjach | Wyniki w poszczególnych eliminacjach | Wyniki w poszczególnych eliminacjach | Wyniki w poszczególnych eliminacjach | Wyniki w poszczególnych eliminacjach | Punkty | Pozycja |
| ---- | ----------------- | ------------------------------------ | ------------------------------------ | ------------------------------------ | ------------------------------------ | ------------------------------------ | ------------------------------------ | ------------------------------------ | ------------------------------------ | ------------------------------------ | ------------------------------------ | ------------------------------------ | ------------------------------------ | ------------------------------------ | ------------------------------------ | ------------------------------------ | ------------------------------------ | ------------------------------------ | ------------------------------------ | ------------------------------------ | ------------------------------------ | ------------------------------------ | ------------------------------------ | ------------------------------------ | ------------------------------------ | ------ | ------- |
| 2019 | ART Grand Prix    | BHR                                  | BHR                                  | BAK                                  | BAK                                  | CAT                                  | CAT                                  | MON                                  | MON                                  | LEC                                  | LEC                                  | RBR                                  | RBR                                  | SIL                                  | SIL                                  | HUN                                  | HUN                                  | SPA                                  | SPA                                  | MNZ                                  | MNZ                                  | SOC                                  | SOC                                  | YAS                                  | YAS                                  | 11     | 18      |
| 2019 | ART Grand Prix    | 19                                   | 13                                   | 8                                    | NU                                   | 17                                   | 14                                   | 10                                   | 8                                    | NU                                   | 16                                   | 12                                   | 11                                   | 16†                                  | 12                                   | 12                                   | 15                                   | OD                                   | OD                                   | 11                                   | 9                                    | 8                                    | NU                                   | 10                                   | 17†                                  | 11     | 18      |
| 2020 | Hitech Grand Prix | RBR                                  | RBR                                  | RBR                                  | RBR                                  | HUN                                  | HUN                                  | SIL                                  | SIL                                  | SIL                                  | SIL                                  | CAT                                  | CAT                                  | SPA                                  | SPA                                  | MNZ                                  | MNZ                                  | MUG                                  | MUG                                  | SOC                                  | SOC                                  | BHR                                  | BHR                                  | BHR                                  | BHR                                  | 164    | 5       |
| 2020 | Hitech Grand Prix | 14                                   | 10                                   | 14                                   | 8                                    | 2                                    | 5                                    | 1                                    | 5                                    | 4                                    | 8                                    | 13                                   | 6                                    | 2                                    | 4                                    | NU                                   | 8                                    | 1                                    | 18                                   | 7                                    | 2‡                                   | 5                                    | 2                                    | 9                                    | 9                                    | 164    | 5       |

‡ – Kierowcy otrzymali połowę punktów, gdyż przejechano mniej niż 75% dystansu wyścigu.

### Formuła 1
| Rok  | Zespół                | Samochód   | Silnik           | Wyniki w poszczególnych eliminacjach | Wyniki w poszczególnych eliminacjach | Wyniki w poszczególnych eliminacjach | Wyniki w poszczególnych eliminacjach | Wyniki w poszczególnych eliminacjach | Wyniki w poszczególnych eliminacjach | Wyniki w poszczególnych eliminacjach | Wyniki w poszczególnych eliminacjach | Wyniki w poszczególnych eliminacjach | Wyniki w poszczególnych eliminacjach | Wyniki w poszczególnych eliminacjach | Wyniki w poszczególnych eliminacjach | Wyniki w poszczególnych eliminacjach | Wyniki w poszczególnych eliminacjach | Wyniki w poszczególnych eliminacjach | Wyniki w poszczególnych eliminacjach | Wyniki w poszczególnych eliminacjach | Wyniki w poszczególnych eliminacjach | Wyniki w poszczególnych eliminacjach | Wyniki w poszczególnych eliminacjach | Wyniki w poszczególnych eliminacjach | Wyniki w poszczególnych eliminacjach | Punkty | Pozycja |
| ---- | --------------------- | ---------- | ---------------- | ------------------------------------ | ------------------------------------ | ------------------------------------ | ------------------------------------ | ------------------------------------ | ------------------------------------ | ------------------------------------ | ------------------------------------ | ------------------------------------ | ------------------------------------ | ------------------------------------ | ------------------------------------ | ------------------------------------ | ------------------------------------ | ------------------------------------ | ------------------------------------ | ------------------------------------ | ------------------------------------ | ------------------------------------ | ------------------------------------ | ------------------------------------ | ------------------------------------ | ------ | ------- |
| 2021 | Uralkali Haas F1 Team | Haas VF-21 | Ferrari 056 1.6T | Bahrajn                              | Emilia-Romania                       | Portugalia                           | Hiszpania                            | Monako                               | Azerbejdżan                          | Francja                              |                                      | Austria                              | Wielka Brytania                      | Węgry                                | Belgia                               | Holandia                             | Włochy                               | Rosja                                | Turcja                               | Stany Zjednoczone                    | Meksyk                               |                                      | Katar                                | Arabia Saudyjska                     |                                      | 0      | 21      |
| 2021 | Uralkali Haas F1 Team | Haas VF-21 | Ferrari 056 1.6T | NU                                   | 17                                   | 19                                   | 19                                   | 17                                   | 14                                   | 20                                   | 18                                   | 19                                   | 17                                   | NU                                   | 17                                   | NU                                   | NU                                   | 18                                   | 20                                   | 17                                   | 18                                   | 17                                   | 18                                   | NU                                   | WD                                   | 0      | 21      |